# Pokrzywnik (powiat zgorzelecki)
Pokrzywnik – wieś w Polsce położona w województwie dolnośląskim, w powiecie zgorzeleckim, w gminie Zgorzelec.

## Położenie
Pokrzywnik to mała wieś (jedna z najmniejszych w regionie) leżąca na Pogórzu Izerskim, na Równinie Zgorzeleckiej, na wysokości około 205–210 m n.p.m.

## Podział administracyjny
W latach 1975–1998 miejscowość należała administracyjnie do województwa jeleniogórskiego.

## Demografia
Według Narodowego Spisu Powszechnego (III 2011 r.) liczył 47 mieszkańców. Jest najmniejszą miejscowością gminy Zgorzelec.